# Tamra Davis
Tamra Davis (Los Angeles, 22 gennaio 1962) è una regista statunitense.

## Vita privata
È sposata dal 1993 con Michael Diamond, componente del gruppo hip hop statunitense dei Beastie Boys. Ha due figli, Skyler e Davis.

## Curiosità
- Nel 2002 ha ricevuto la candidatura ai Razzie Awards nella categoria peggior regista per Crossroads - Le strade della vita.

## Filmografia parziale
- Billy Madison (1995)
- Best Men - Amici per la pelle (Best Men) (1997)
- Half Baked (1998)
- Skipped Parts (2000)
- Crossroads - Le strade della vita (Crossroads) (2002)
- My Name Is Earl (2005) - Serie TV - Episodio 1x04
- A Conversation with Basquiat (2006) - Cortometraggio
- Jean-Michel Basquiat: The Radiant Child (2010) - Documentario
- 13 (13: The Musical) (2022)